# Anders Eggert
Anders Eggert Jensen (Aarhus, 14 mei 1982) is een Deens handballer die momenteel speelt voor het Duitse SG Flensburg-Handewitt. Hij heeft eerder gespeeld in Denemarken voor GOG Svendborg en Brabrand IF.

## Prijzen

#### Met Denemarken
| Mondiaal   |    |                |
| WK Handbal | 2x | (2011), (2013) |
| EK Handbal | 1x | (2012), (2014) |